# Guidobaldo II Della Rovere
Guidobaldo II Della Rovere (2 de abril de 1514 – 28 de setembro de 1574) foi um condottiero italiano, que foi Duque de Urbino de 1538 até à sua morte. Era membro da poderosa família Della Rovere. Guidobaldo patrocinou as artes em geral e Ticiano em particular, tendo financiado o seu Vênus de Urbino.

## Biografia
Era filho de Francisco Maria I Della Rovere e de Leonor Gonzaga. Casou com Júlia de Varano (em italiano Giulia da Varano), Duquesa de Camerino, que morreu jovem. Aquando do assassinato do seu pai, Guidobaldo tornou-se Duque de Urbino em 1538.
Em 1546 foi encarregue de liderar (condotta) o exército Veneziano, o qual já anteriormente fora comandado por seu pai durante as Guerras Italianas. Após a morte de Júlia de Varano (1547), voltou a casar, em 14548, desta vez com Vitória Farnésio, filha de Pedro Luís Farnésio, Duque de Parma e Placência, e neta do Papa Paulo III. Esta aliança permitiu a aproximação de duas famílias que, graças ao nepotismo papal, haviam adquirido grande poder político e social na Itália renascentista. Mais tarde, foi feito governador Papal de Fano, recebendo o título de capitano generale (comandante em chefe) dos Estados Pontifícios, bem como o de Prefeito de Roma.
Em 1559 foi contratado pelo Rei de Espanha, ajudando Nicolau Bernardo Sanseverino (que casara com uma das suas filhas) na guerra contra os Otomanos.
No dia 1 de janeiro de 1573 ocorreu uma revolta em Urbino contra Guidobaldo, dado o peso excessivo dos impostos que o duque lançara sobre o seu estado. A reacção foi violenta e a repressão sangrenta acabou com os confrontos.
Após ter ficado doente no decurso duma viagem a Ferrara e Pesaro, morreu nesta última cidade em 1574, sucedendo-lhe o seu filho varão como duque de Urbino.

## Descendência
Do seu primeiro casamento com Júlia de Varano, nasceu uma filha:
- Virgínia (1544-1571), que casou com Frederico Borromeo, duque de Camerino, príncipe de Oria e conde de Arona.

Do segundo matrimónio, com Vitória Farnésio, Guidobaldo teve nove filhos, dos quais apenas três atingiram a idade adulta:
- Francisco Maria (Francesco Maria), (1549-1631) que sucedeu como Duque de Urbino;
- Isabel (Isabella), (1554-1619) que casou com Nicolau Bernardino Sanseverino, 6° Príncipe de Bisignano;
- Lavínia (Lavinia), (1558-1632) que casou com D.Afonso Felix II d'Avalos (também chamado D.Afonso Filipe d'Avalos), marquês de Vasto e de Pescara. Foram os avós maternos da Princesa de Avellino D.Francesca d'Avalos d'Aquino d'Aragona, que por sua vez, foi a 8ª avó(dentre outros) do juiz brasileiro dr.Demóstenes Constâncio Avellino(1847-1914), de origem ítalo-lusitana,.